# Cambridge (Maryland)
Pour les articles homonymes, voir Cambridge (homonymie).
La ville de Cambridge est le siège du comté de Dorchester, dans l’État du Maryland, aux États-Unis. Sa population s’élevait à 13 096 habitants lors du recensement de 2020, estimée à 13 129 habitants en 2022.

## Transports
Cambridge  possède un aéroport (Cambridge-Dorchester Airport, code AITA : CGE).

## Source
- (en) Cet article est partiellement ou en totalité issu de l’article de Wikipédia en anglais intitulé « Cambridge, Maryland » (voir la liste des auteurs).

1. ↑  (en) « U.S. Census Bureau QuickFacts: Cambridge city, Maryland », sur census.gov, Bureau du recensement des États-Unis (consulté le 7 avril 2024).